# Ткачёва, Нина Васильевна
Нина Васильевна Ткачёва (род. 28 марта 1954) — российский политический деятель. Член Совета Федерации Федерального Собрания Российской Федерации от Курской области.

## Биография
В 1982 году окончила Всесоюзный заочный финансово-экономический институт.
До 2005 года занимала пост заместителя председателя правительства Курской области; курировала вопросы социально-экономической и инвестиционной политики региона, лицензирования и ценообразования, определения региональной политики в сфере малого предпринимательства.
С 2012 — глава Курского регионального отделения Фонда социального страхования

### Совет Федерации
В 2005 году — представитель от администрации Курской области в Совете Федерации РФ. В 2006—2011 гг. — представитель в Совете Федерации ФС РФ от законодательного органа государственной власти Курской области.